# Fabio Fernando Arroyave Rivas
Fabio Fernando Arroyave Rivas (La Unión, Nariño, Colombia; 12 de mayo de 1989) es un abogado y político colombiano. Fue concejal de Cali y ejerció como presidente del mismo en 2014, siendo el concejal más joven en Colombia, y Representante a la Cámara por Valle del Cauca, de los congresistas más jóvenes de 2018.

## Biografía
Fabio Arroyave, estudió Derecho en la Pontificia Universidad Javeriana de Cali en 2012 con énfasis en Derecho público y métodos alternos de solución de conflictos. También es Magíster en Gobierno y Políticas Públicas de la Universidad Externado de Colombia en el año 2018. 
Es integrante de la Comisión Constitucional Tercera o de Hacienda y Crédito Público. Hace parte también de la Comisión Legal de Investigación y Acusación y las comisiones accidentales: Bienestar, Protección Animal y seguimiento a la Ley 1774 de 2016, Juventud Colombiana, la Afrodescendiente e indígena y Conexión Pacífico Orinoquía.

### Carrera política
A los 21 años inició su carrera política cuando ingresó al Concejo Municipal de Santiago de Cali y en 2014, a sus 24 años, se convirtió en presidente de la corporación.

#### Congresista de Colombia
En las Elecciones legislativas de Colombia de 2018, Fabio Arroyave, fue elegido miembro de la Cámara de Representantes de Colombia por el departamento del Valle del Cauca con 45.351 votos.